# Pseudaptinus tenuicornis
Pseudaptinus tenuicornis är en skalbaggsart som beskrevs av Maximilien de Chaudoir. Pseudaptinus tenuicornis ingår i släktet Pseudaptinus och familjen jordlöpare. Inga underarter finns listade i Catalogue of Life.